# Gloeolecta similis
Gloeolecta similis är en svampart som beskrevs av Vezda. Gloeolecta similis ingår i släktet Gloeolecta och riket svampar.   Inga underarter finns listade i Catalogue of Life.